# Brackenfield
Brackenfield – wieś w Anglii, w hrabstwie Derbyshire, w dystrykcie North East Derbyshire. Leży 24 km na północ od miasta Derby i 201 km na północny zachód od Londynu. Miejscowość liczy 189 mieszkańców.